# Колмаков Віктор Павлович
Колмаков Віктор Павлович (нар. 29 вересня 1913 — 20 березня 1973) — український вчений-правознавець, доктор юридичних наук, професор, завідувач кафедри криміналістики (1952—1957) Харківського юридичного інституту.

## Біографія
Народився 29 вересня 1913 року у селі Велика Іня Мінусінського району Красноярського краю (Російська Федерація). У 1927 році почав працювати у колгоспі. 1936 року закінчив Свердловський юридичний інститут. Навчався в аспірантурі Харківського юридичного інституту (зараз Національний університет «Юридична академія України імені Ярослава Мудрого») під керівництвом М. М. Бокаріуса, по закінченні якої працював в органах військової юстиції діючої армії. Під час Радянсько-німецької війни був прокурором дивізії, слідчим військової прокуратури фронту, експертом-криміналістом судово-медичної лабораторії. З 1945 року — старший науковий співробітник Харківського науково-дослідного інституту судових експертиз, а з 1946 до 1967  — директор інституту. Одночасно (1952—1957) очолював кафедру криміналістики Харківського юридичного інституту. Був керівником кандидатських дисертацій О. Н. Колесниченка та В. О. Коновалової, Г. А. Матусовського. З 1957—1959 відповідно до урядового розпорядження перебував у закордонному відрядженні в Китайській народній республіці в м. Шанхай, подаючи допомогу в навчальній, методичній і науково-дослідній роботі. З 1967 р. завідував кафедрами криміналістики, кримінального права та процесу Одеського державного університету (зараз Одеський національний університет імені І. І. Мечникова), був деканом юридичного факультету. Помер 20 березня 1973 року в м. Одеса. Похований на Другому християнському кладовищі.

## Наукова діяльність
Напрями наукової діяльності — криміналістика, судова експертиза. Приділяв значну увагу проблемам загальної теорії криміналістики, теорії ідентифікації.
В 1941 році захистив дисертацію на здобуття наукового ступеня кандидата юридичних наук на тему «Методика розслідування справ про вбивства з розчленуванням трупа».
В 1962 році захистив дисертацію на здобуття наукового ступеня доктора юридичних наук на тему «Криміналістичні методи розслідування та попередження злочинів проти життя».
Підготував 30 кандидатів юридичних наук.
Опублікував близько 130 наукових праць. Був членом правління Всесоюзного наукового товариства судових медиків і криміналістів, Всесоюзного координаційного бюро з криміналістики, Науково-консультативної Ради Верховного Суду УРСР, членом редколегії або редактором багатьох збірників наукових робіт.

## Вибрані публікації
- «Следственный эксперимент на предварительном следствии» (1949, у співавт. з Л. Ю. Ароцкером);
- «Неотложные следственные действия при расследовании разбоев» (1950);
- «Криминалистика» (1952, 1953, 1958, 1962, 1968,у співавт.);
- «Предмет, задачи и основные положения тактики следствия» (1956, у співавт. з О. Н. Колесниченком);
- «Тактика производства следственного осмотра и следственного эксперимента» (1956);
- «Расследование убийств» (1958);
- «Некоторые вопросы криминалистической профилактики преступлений» (1961);
- «Следственный осмотр» (1969);
- «Введение в курс науки советской криминалистики» (1973);
- «Радянська криміналістика (криміналістична техніка і слідча тактика)» (1973),
- «Идентификационные действия следователя» (1977);
- «Избранные труды по криминалистике» (2008).

## Нагороди
Нагороджений Почесною грамотою Президії Верховної Ради Української РСР та медалями.